# Sorrow
Sorrow är en låt som först spelades in av The McCoys. Den blev en stor hit i Storbritannien med en version av The Merseys och nådde nummer 4 i Storbritannien UK charts den 28 april 1966. En version av David Bowie var också en hitsingel 1973 och finns med på hans coveralbum Pin Ups från samma år.
Låten innehåller texten " with your long blonde hair and your eyes of blue", som också omnämns i The Beatles låt It's All Too Much".